# Pelouse
Pelouse è un comune francese di 248 abitanti situato nel dipartimento della Lozère, nella regione dell'Occitania.

## Storia

### Simboli
Lo stemma è stato adottato nel maggio del 2002.

## Società

### Evoluzione demografica
Abitanti censiti